# Albert Rust
Albert Rust, född den 10 oktober 1953 i Mulhouse, Frankrike, är en fransk fotbollsspelare som tog OS-guld i fotbollsturneringen vid de olympiska sommarspelen 1984 i Los Angeles.